# Jean Humbert (schilder)

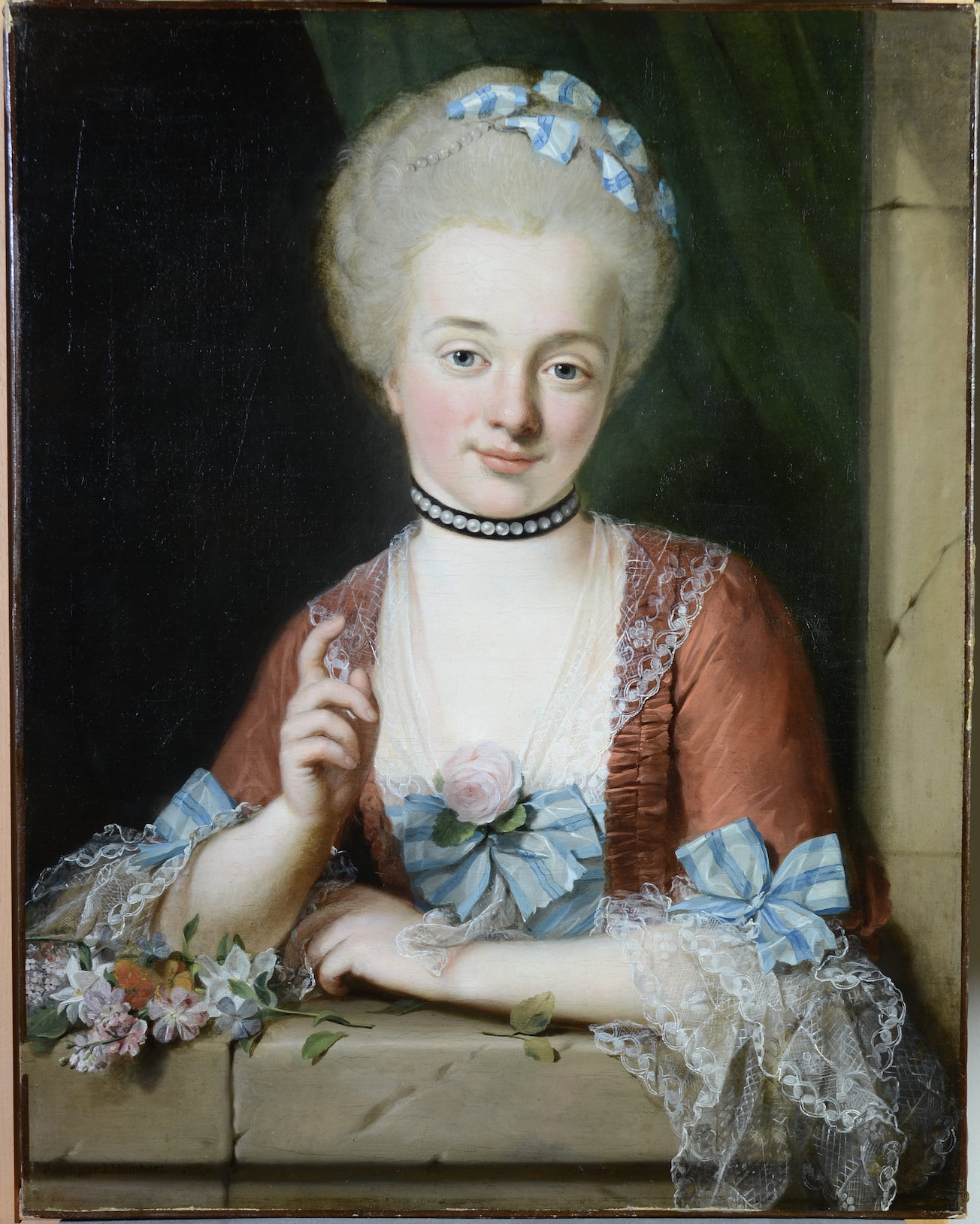
Portret van een vrouw met een parelketting (allegorie), 1767

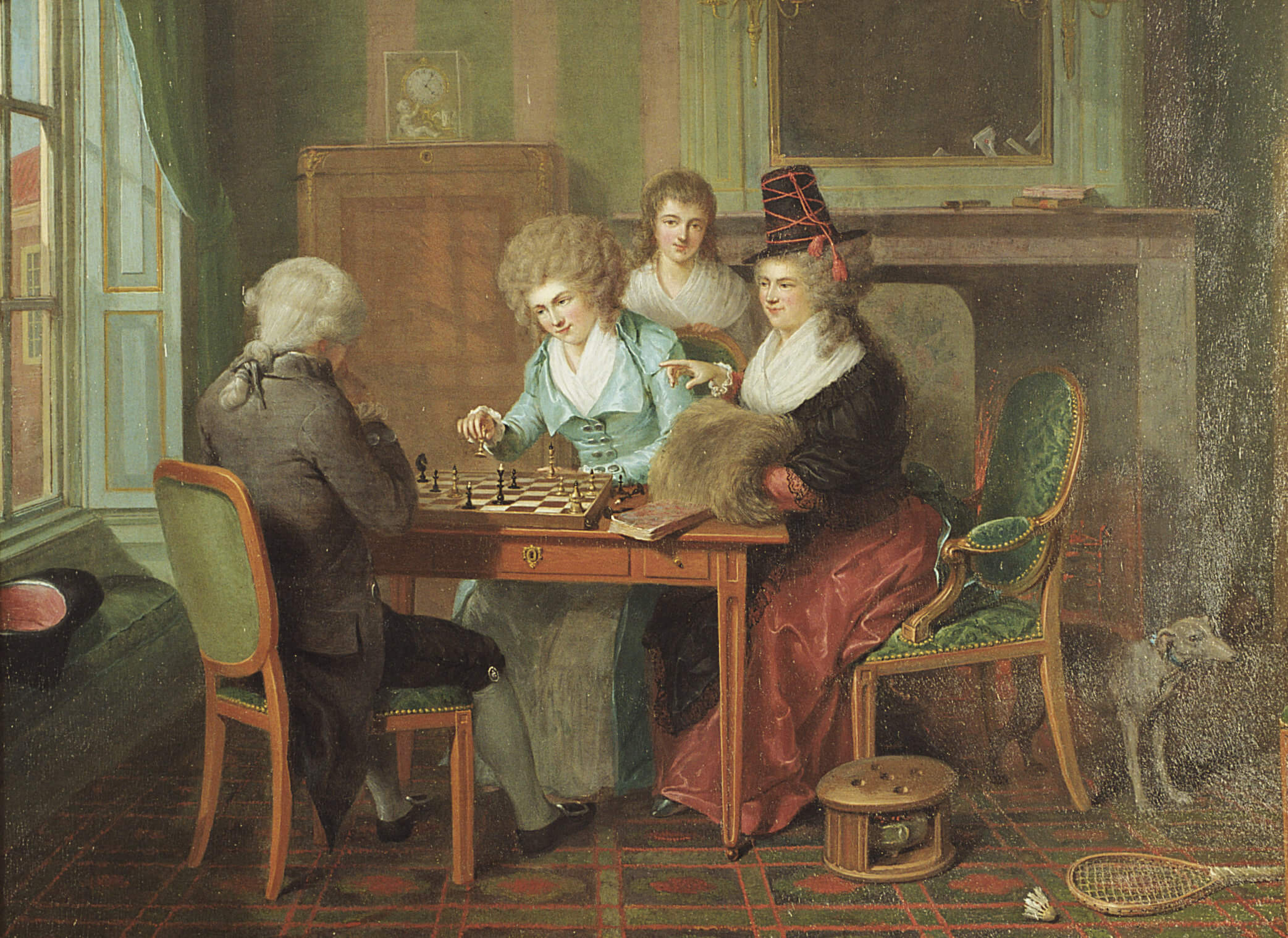
Een schaakpartij, ca. 1790-94

Jean Humbert (inofficieel ook Jean Humbert de Superville) (Amsterdam, 7 mei 1734 – begr. Amstelveen, 22 september 1794) was een Nederlandse kunstschilder van Zwitsers-Franse komaf. Hij is vooral bekend geworden als portretschilder.
Jean Humbert was een zoon van Pierre Humbert en diens tweede vrouw Emilie de Superville. Zijn vader Pierre was een koopman uit Genève die zich in 1706 in Amsterdam had gevestigd als boekenverkoper en uitgever. Zijn moeder Emilie was een dochter van de calvinistische theoloog en predikant Daniël de Superville, een uit Saumur afkomstige hugenoot die in 1685 naar Nederland was gevlucht.
Humbert studeerde in Parijs, waar hij in de leer was bij de kunstschilder Jean Fournier en daarna waarschijnlijk bij Joseph-Marie Vien. Hij verhuisde in 1761 of 1762 van Amsterdam naar Den Haag. In 1767 werd hij leerling aan de tekenacademie van de kunstenaarsvereniging Confrerie Pictura. In 1787 werd hij verkozen tot regent van Pictura en in 1792 tot hoofd van de vereniging.
Humbert schilderde vooral historiestukken, mythologische onderwerpen en portretten. Hij maakte onder meer portretten van de VOC-bewindvoerder Abraham Adriaan du Bois (1760), de politicus Hendrik baron Fagel (1766) en de schrijfster Belle van Zuylen (1769). Het portret van Du Bois hing oorspronkelijk in het Oostindisch Huis in Rotterdam, maar bevindt zich nu in het Rijksmuseum in Amsterdam.
Humbert ontwierp de rijk versierde gevel van het Haagse stadhuis ter gelegenheid van het huwelijk in 1767 van stadhouder Willem V met Wilhelmina van Pruisen. Ook schilderde hij een vertrek in het Hof van Justitie in Den Haag. Werk van Humbert hing in de stadhoudersvertrekken van het Binnenhof, maar werd rond 1808, samen met een reeks andere schilderijen, verwijderd tijdens een verbouwing in opdracht van de toenmalige koning Lodewijk I, die de stadhoudersvertrekken in 1806 als koninklijk paleis in gebruik had genomen.
Humbert trouwde op 14 augustus 1768 in Den Haag met Elisabeth Antoinette Deel (Den Haag, 23 maart 1748 – Leiden, 28 juni 1809). Zij was een dochter van de hofbehanger Abraham Deel en Anna Françoise Aguitont. Zij kregen zeven kinderen (twee dochters en vijf zoons), die allen zijn geboren in Den Haag en van wie er twee bekendheid hebben verworven:
- Jean Emile Humbert, militair ingenieur en archeoloog die de verdwenen stad Carthago heeft herontdekt.
- David Pierre Giottino Humbert de Superville, kunstenaar, universitair docent en schrijver van het invloedrijke Essai sur les signes inconditionnels dans l'art.